# فابیانو کاروانا
فابیانو کاروانا(زاده ۳۰ ژوئیه ۱۹۹۲ در میامی، ایالات متحده آمریکا) استادبزرگ شطرنج آمریکایی-ایتالیایی است.
این نابغه شطرنج دنیا در سن ۱۴ سال و ۱۱ ماه و ۲۰ روزگی به عنوان استاد بزرگی شطرنج رسید و از این حیث به صورت همزمان در هر دو کشور آمریکا و ایتالیا به عنوان جوان ترین فردی در تاریخ این دو کشور به شمار می‌رود که به این عنوان دست یافته است.
فابیانو کاروانا در محله پارک اسلوپ بروکلین بزرگ شد.او تا سال ۲۰۰۵ برای کشور ایالات متحده آمریکا بازی می‌کرد و پس از آن پرچم فیده خود را به کشور ایتالیا تغییر داد.او در سال ۲۰۰۷ به عنوان استاد بزرگی شطرنج دست یافت و در همان سال اولین قهرمانی خود در مسابقات قهرمانی کشور ایتالیا را جشن گرفت.او در سال‌ های ۲۰۰۸ ، ۲۰۱۰ و ۲۰۱۱ نیز این عنوان را تکرار کرد. فابیانو در سال‌های ۲۰۱۲ ، ۲۰۱۴ و ۲۰۱۵ تورنمنت شطرنج دورتموند را فتح کرد.همچنین تورنمنت سینگفیلد ۲۰۱۴ را با عنوان قهرمانی و ریتینگ پرفورمنس ۳۱۰۳ به پایان رساند و توانست ریتینگ فیده خود را به عدد اعجاب انگیز ۲۸۴۴ برساند و خود را به عنوان سومین شخص دارای ریتینگ برتر تاریخ شطرنج پس از مگنوس کارلسن و گری کاسپاروف معرفی کند.او از سال ۲۰۱۵ بار دیگر پرچم فیده خود را به ایالات متحده آمریکا تغییر داد و تا امروز برای این کشور افتخار آفرینی می‌کند.
او با کسب ریتینگ ۲۸۰۱٫۷ در ژوئن ۲۰۱۴ به هشتمین شطرنج بازی بدل شد که از ریتینگ ۲۸۰۰ عبور کرد (به همراه گری کاسپاروف، وسلین توپالف، ولادیمیر کرامنیک، ماگنوس کارلسن، ویسواناتان آناند و لئون آرونیان و الکساندر گریسچاک) و نام خود را به عنوان هشتمین شطرنج باز برتر تاریخ از این لحاظ ثبت کرد. او هم‌اکنون (دسامبر ۲۰۲۱) با ریتینگ ۲۷۹۲ در ردهٔ چهارم برترین شطرنج بازان دنیا قرار دارد. همچنین در تاریخ شطرنج با کسب ریتینگ زنده ۲۸۵۱٫۳ سومین نفر از این حیث در کل تاریخ شطرنج می‌باشد. وی در نمایشی خیره‌کننده در برترین مسابقه تاریخ شطرنج جهان (تورنمنت سینگفیلد آمریکا) در سال ۲۰۱۴ توانست ۳۵ امتیاز به ریتینگ خود بیفزاید و از ده بازی ۸٫۵ امتیاز کسب کند. وی همچنین توانست قهرمان جهان یعنی کارلسن را در یک بازی شکست داده و همچنین در یک بازی به تساوی با وی برسد که مجموعاً ۱٫۵ امتیاز به دست آورد که نمایشی خیره‌کننده از وی در این مسابقات به‌شمار می‌رود.

## رقابت شطرنج قهرمانی جهان در سال ۲۰۱۸
براساس رتبه فیده خود، کاروانا توانست مجوز شرکت در تورنمنت کاندیداها (تورنمنت انتخابی برای شرکت در رقابت قهرمانی جهان) را به دست آورد. این تورنمنت که در ماه مارس ۲۰۱۸ برگزار شد، با قهرمانی کاروانا به پایان رسید. بدین ترتیب کاروانا حق رویارویی با ماگنوس کارلسن در مسابقه قهرمانی شطرنج جهان در سال ۲۰۱۸ را کسب کرد.
در مسابقه قهرمانی شطرنج جهان که از ۹ تا ۲۸ نوامبر ۲۰۱۸ در شهر لندن برگزار شد، کارلسن و کاروانا پس از ۱۲ بازی رسمی (کلاسیک) و کسب ۱۲ تساوی پیاپی، با نتیجه ۶ بر ۶ مساوی شدند (آخرین بازی ۲۶ نوامبر ۲۰۱۸). و برای تعیین قهرمان جهان بازیهای تساوی شکنی را به صورت شطرنج سرعتی (رپید و بلیتز) انجام دادند. کاروانا پس از پذیرش سه شکست پیاپی مقابل کارلسن و با باخت ۳ بر صفر، نتوانست مقام قهرمانی شطرنج جهان را از آن خود کند.